# Portugal Hammerskins
Os Portugal Hammerskins (PHS) é o grupo neonazi mais violento existente em Portugal, e está associado a múltiplos ataques,  baseados em ódio racial, discriminação sexual e ideológica. Fundado em 2002, como parte da Hammerskin Nation, uma rede neonazi internacional, o "chapter" português foi alvo de duas grandes operações levadas a cabo pela Unidade de Contraterrorismo da Polícia Judiciária.
A subcultura bonehead (skinheads de extrema-direita) viu a sua entrada em Portugal ocorrer nos anos 80, sendo associada ao Movimento de Ação Nacional (MAN), até ao mesmo se ter autodissolvido, em 1992. Após a dissolução, um grupo de militantes contrários à dissolução, fundou a efémera Frente de Defesa Nacional, cujos membros estiveram ligados ao assassinato de Alcindo Monteiro, no Bairro Alto, em 1995.

## História
A Hammerskin Nation teve início nos Estados Unidos, em 1988, crescendo até se tornar a rede neonazi mais organizada nesse país. Originários de Dallas, o grupo rapidamente se espalhou para o resto do país, agregando nas suas fileiras cada vez mais boneheads. Como forma de autofinanciamento e de propaganda ideológica, a Hammerskin Nation adotou a realização de festivais e concertos de música, de extrema-direita, por todos os Estados Unidos.[carece de fontes?]
Com o crescente sucesso e o aumento de popularidade que teve dentro da subcultura bonehead americana, nos anos 90, outros países, especialmente na Europa, decidiram juntar-se à Hammerskin Nation, criando assim os respetivos "chapters" nacionais. Portugal continuou, ainda assim, relativamente afastado da internacionalização da Hammerskin Nation.

Em 1995, devido a contactos estabelecidos dentro das prisões de Lisboa e de Caxias, Mário Machado viria a formar a Irmandade Ariana. Com o tempo, muitos dos prisioneiros das prisões de Caxias e de Lisboa que pertenciam à Irmandade Ariana foram sendo libertados, tendo por isso cada vez mais presença e notoriedade dentro da subcultura bonehead portuguesa. Por essa mesma razão, a Irmandade Ariana viu nascer uma rivalidade com a Ordem Lusa, outra organização neonazi portuguesa, rivalidade que perdura até hoje, visto que a Ordem Lusa se viria a aproximar da organização internacional neonazi originária do Reino Unido, os Blood & Honour, que eram e continuam a ser, os grandes rivais da Hammerskin Nation. Devido à aproximação, por parte da Ordem Lusa aos Blood & Honour, a mesma iria começar o processo de adesão em 1998, com a supervisão dos Blood & Honour espanhóis. Como consequência desta rivalidade entre grupos de extrema-direita, Mário Machado estreitou relações com a organização neonazi americana, tendo como objetivo a criação do "chapter" português da Hammerskin Nation. Em 2002 foi por isso formalizado o pedido de adesão à organização. Ainda assim, a adesão só foi oficializada a 29 de Janeiro de 2005, devido ao longo processo de adesão que tinha de cumprir vários requisitos, entre os quais a "prestação de provas", provas essas que incluíam a prática de violentos crimes de ódio.
Sendo parte de uma organização internacional, o "chapter" português possui alguma autonomia, ainda assim tem de seguir diretrizes impostas e definidas por parte da organização mãe. O não cumprimento das mesmas pode levar à expulsão do "chapter" da rede internacional Hammerskin Nation, podendo o processo acarretar represálias físicas aos membros indisciplinados.

## Recrutamento
Desde a sua criação, os Portugal Hammerskins desenvolveram formas de recrutamento. As mais notáveis foram a criação de bandas de hatecore racial, como os Ódio e os BiBo, e o Grupo 1143, liderado por Mário Machado, que foi uma fação dentro da Juventude Leonina, claque do Sporting CP, e de que fazia parte também José Amorim, vocalista da banda Ódio. O grupo tinha como objetivo espalhar a violência e a ideologia nazi pelas bancadas de futebol, atraindo sobretudo jovens.